# Euonymus moluccensis
Euonymus moluccensis là một loài thực vật có hoa trong họ Dây gối. Loài này được Blakelock ex Ding Hou mô tả khoa học đầu tiên năm 1963.